# فهرست قسمت‌های ۴۴۰۰

## فصل اول

### پایلوت
یک شهاب سنگ به زمین نزدیک می‌شود، احتمال نابودی زمین وجود دارد. اما ناگهان شهاب سنگ متوقف شده و 4400 انسانی که طی 52 سال گذشته گم شده بودند به زمین باز می گردند.

### کارل جدید و بهبود یافته
با آزاد شدن 4400 از قرنطینه، دیانا اسکوریس نگهداری مایا اسکوریس را بر عهده می‌گیرد.لیلی تیلور متوجه می‌شود که همسرش در غیاب او ازدواج کرده‌است. یکی از اعضای 4400 به نام کارل با توانایی اش اقدام به قتل می‌کند.

### آغاز
تام بالدوین و دیانا اسکوریس مأموریت تحقیق درباره 4400را بر عهده می‌گیرند.لیستی از اعضای 4400 روی اینترنت منتشر می‌شود.کایل بالدوین توسط شاون فارل از مرگ نجات می یابد

### محاکمه با آتش
چند نفر از اعضای 4400 در سلسله بمب گذاری‌هایی کشته می‌شوند. و تام بالدوین و دیانا اسکوریسمی خواهند با آن‌ها مقابله کنند.  شاون فارل در زندگی دچار مشکلات و شک شده است

### سفید روشن
تام و دیانا، کایل بالدوین را از قرنطینه نجات می دهند و به محل فرود 4400 می برند. تام می‌تواند جزئیاتی از مأموریت 4400 را متوجه شود.

## فصل دوم

### قسمت دوم
همراه با قسمت اول بود.

### صفحه پنجم
اعضای 4400 در سرتاسر جهان به یک بیماری سخت مبتلا می‌شوند که تام و دیانا را به قلب یک توطئه می برد.

### رئیس‌های مامان
تام و دیانا موفق بهکشف منبع طاعون afflicting 4400 می‌شوند.این کشفی است که زندگی آن‌ها را تغییر می‌دهد.

## فصل سوم

### جهان جدید
ریچارد در میابد الیزابل و لیلی تغییرات قابل توجهی کرده‌اند. گروه نوا به عنوان یک گروه تروریستی از اعضای 4400 اعلام موجودیت می‌کند. این اتفاقات در دو قسمت می افتد

### قسمت دوم
همراه قسمت اول

### تام جدید
تام به جنایتی متهم می‌شود که خود به یاد نمی‌آورد. شان به الیزابت کمک می‌کند تا چیزهایی بیاموزد.

### رفتن(قسمت اول)
مایا ربوده می‌شود، شان از سوی گروه نوا تهدید می‌شود.

### رفتن(قسمت دوم)
تام، مایا و دیگر کودکان 4400 را در مقابل معامله‌ای برای قتل الیزابل، بازمی گرداند

### روز فارغ التحصیلی
پس از حمله نوا به‌شان، الیزابل انتقام خشنی از آن‌ها می‌گیرد. تام برای کشتن الیزابل مردد است.

## فصل چهارم

### خشم گراهام
یک مدیر جدید مدیریت NTAC را بر عهده می‌گیرد. یک دانش آموز دبیرستانی بعد از مصرف پروموسین توانایی تازه می یابد.

### ترس از خود
کتابی درباره پیشگویی‌هایی از جردن کلیر یافته می‌شود. 